# Apostolska nunciatura v Kirgizistanu
Apostolska nunciatura v Kirgizistanu je diplomatsko prestavništvo (veleposlaništvo) Svetega sedeža v Kirgizistanu, ki ima sedež v Biškeku.
Trenutni apostolski nuncij je Francis Assisi Chullikatt.

## Seznam apostolskih nuncijev
- Marian Oles (9. april 1994 - 11. december 2001)
- Józef Wesołowski (6. julij 2002 - 24. januar 2008)
- Miguel Maury Buendía (12. julij 2008 - 5. december 2015)
- Francis Assisi Chullikatt (24. junij 2016 - danes)